# توزیع لوی
در نظریه آمار و احتمالات، توزیع لِوی یک توزیع احتمالی پیوسته‌است که برای یک متغیر تصادفی غیر منفی تعریف می‌شود. در طیف‌سنجی، این توزیع که در آن فرکانس متغیر وابسته است، با نامِ پروفیل ون در والس شناخته می‌شود. همچنین این توزیع یک مورد خاص از توزیع گامای وارونه است. توزیع لِوی یک توزیع پایدار است.

## تعریف
تابع چگالی احتمال توزیع لوی در دامنه {\displaystyle x\geq \mu } برابر است با:
{\displaystyle f(x;\mu ,c)={\sqrt {\frac {c}{2\pi }}}~~{\frac {e^{-{\frac {c}{2(x-\mu )}}}}{(x-\mu )^{3/2}}}}
در اینجا {\displaystyle \mu } پارامتر مکان و {\displaystyle c} پارامتر مقیاس است. تابع توزیع تجمعی توزیع برابر است با:
{\displaystyle F(x;\mu ,c)={\textrm {erfc}}\left({\sqrt {\frac {c}{2(x-\mu )}}}\right)}
در اینجا {\displaystyle {\textrm {erfc}}(z)} تابع خطای مکمل است. پارامتر تغییر مکانِ {\displaystyle \mu } کل منحنی را به سمت راست به اندازه {\displaystyle \mu } منتقل می‌کند. مانند تمام توزیع‌های پایدار، توزیع لِوی یک شکل استاندارد دارد که خاصیت پایین را دارا می‌باشد:
{\displaystyle f(x;\mu ,c)dx=f(y;0,1)dy\,}
در اینجا {\displaystyle y} با مقدار پایین برابر است:
{\displaystyle y={\frac {x-\mu }{c}}\,}
تابع مشخصهی توزیع لِوی برابر است با:
{\displaystyle \varphi (t;\mu ,c)=e^{i\mu t-{\sqrt {-2ict}}}}
این تابع مشخصه همچنین می‌تواند به همان شکلی که برای توزیع پایدار با {\displaystyle \alpha ={\frac {1}{2}}} و {\displaystyle \beta =1} نوشته می‌شود، نوشته شود.
گشتاور {\displaystyle n} ام توزیع لِوی با فرض اینکه {\displaystyle \mu =0} باشد برابر است با:
{\displaystyle m_{n}\ {\stackrel {\mathrm {def} }{=}}\ {\sqrt {\frac {c}{2\pi }}}\int _{0}^{\infty }{\frac {e^{-c/2x}\,x^{n}}{x^{3/2}}}\,dx}
تمامی این گشتاورها واگرا هستند. این به این معنی است که این گشتاورها در واقع وجود ندارند. همچنین تابع مولد گشتاورها به این شکل تعریف می‌شود:
{\displaystyle M(t;c)\ {\stackrel {\mathrm {def} }{=}}\ {\sqrt {\frac {c}{2\pi }}}\int _{0}^{\infty }{\frac {e^{-c/2x+tx}}{x^{3/2}}}\,dx}
همان‌طور که معادله خط پیشین نشان می‌دهد برای تمام {\displaystyle t>0}مقدار انتگرال واگراست و در اطراف صفر تعریف نشده‌است. از این رو تابع مولد گشتاور نیز تعریف نشده‌است. مضاف بر این مانند تمام توزیع‌های پایدار به غیر از توزیع طبیعی، این توزیع دم‌سنگین و دم‌کلفت است، یعنی برای {\displaystyle x\to \infty } تابع {\displaystyle f} به معادله پایین میل می‌کند:
{\displaystyle f(x;\mu ,c)\sim {\sqrt {\frac {c}{2\pi }}}{\frac {1}{x^{3/2}}}}
این خصیصه در شکل پایین به خوبی نشان داده شده‌است. در اینجا {\displaystyle \mu =0} و بردارها در مقیاس لگاریتمی رسم شده‌اند.

تابع چگالی احتمالِ لِوی در مقیاس لگاریتمی

توزیع استاندارد لِوی شرایط یک توزیع پایدار را برآورده می‌کند:
{\displaystyle (X_{1}+X_{2}+\dotsb +X_{n})\sim n^{1/\alpha }X}
در اینجا {\displaystyle X_{1},X_{2},\ldots ,X_{n},X} متغیرهای تصادفی مستقلی هستند که همگی از توزیع استاندارد لِوی متابعت می‌کنند، در اینجا {\displaystyle \alpha =1/2}.

## توزیع‌های مرتبط
- {\displaystyle X\sim {\textrm {Levy}}(\mu ,c)\,} اگر آنگاه{\displaystyle kX+b\sim {\textrm {Levy}}(k\mu +b,kc)\,}
- اگر {\displaystyle X\,\sim \,{\textrm {Levy}}(0,c)} آنگاه {\displaystyle X\,\sim \,{\textrm {Inv-Gamma}}({\tfrac {1}{2}},{\tfrac {c}{2}})}
- اگر {\displaystyle Y\,\sim \,{\textrm {Normal}}(\mu ,\sigma )}آنگاه{\displaystyle {(Y-\mu )}^{-2}\sim \,{\textrm {Levy}}(0,1/\sigma ^{2})}
- اگر {\displaystyle X\sim {\textrm {Normal}}(\mu ,{\tfrac {1}{\sqrt {\sigma }}})\,} آنگاه {\displaystyle {(X-\mu )}^{-2}\sim {\textrm {Levy}}(0,\sigma )\,}
- اگر {\displaystyle X\,\sim \,{\textrm {Levy}}(\mu ,c)} آنگاه {\displaystyle X\,\sim \,{\textrm {Stable}}(1/2,1,c,\mu )\,}
- اگر {\displaystyle X\,\sim \,{\textrm {Levy}}(0,c)} آنگاه {\displaystyle X\,\sim \,{\textrm {Scale-inv-}}\chi ^{2}(1,c)}
- اگر {\displaystyle X\,\sim \,{\textrm {Levy}}(\mu ,c)} آنگاه {\displaystyle {(X-\mu )}^{-{\tfrac {1}{2}}}\sim \,{\textrm {FoldedNormal}}(0,1/{\sqrt {c}})}

## تولید نمونه‌های تصادفی
نمونه‌های تصادفی از توزیع لِوی می‌تواند از طریق روش تبدیل معکوس ایجاد شود. با فرض اینکه متغیر تصادفی {\displaystyle U} از یک توزیع یکنواخت در فاصله واحد {\displaystyle (0,1]} گرفته شده باشد، آنگاه توزیع متغیر {\displaystyle X} که در پایین تعریف شده‌است لِوی خواهد بود:
{\displaystyle X=F^{-1}(U)={\frac {c}{(\Phi ^{-1}(1-U/2))^{2}}}+\mu }
در اینجا {\displaystyle \Phi (x)} تابع توزیع تجمعی طبیعی است.